# 名古屋聖マタイ教会

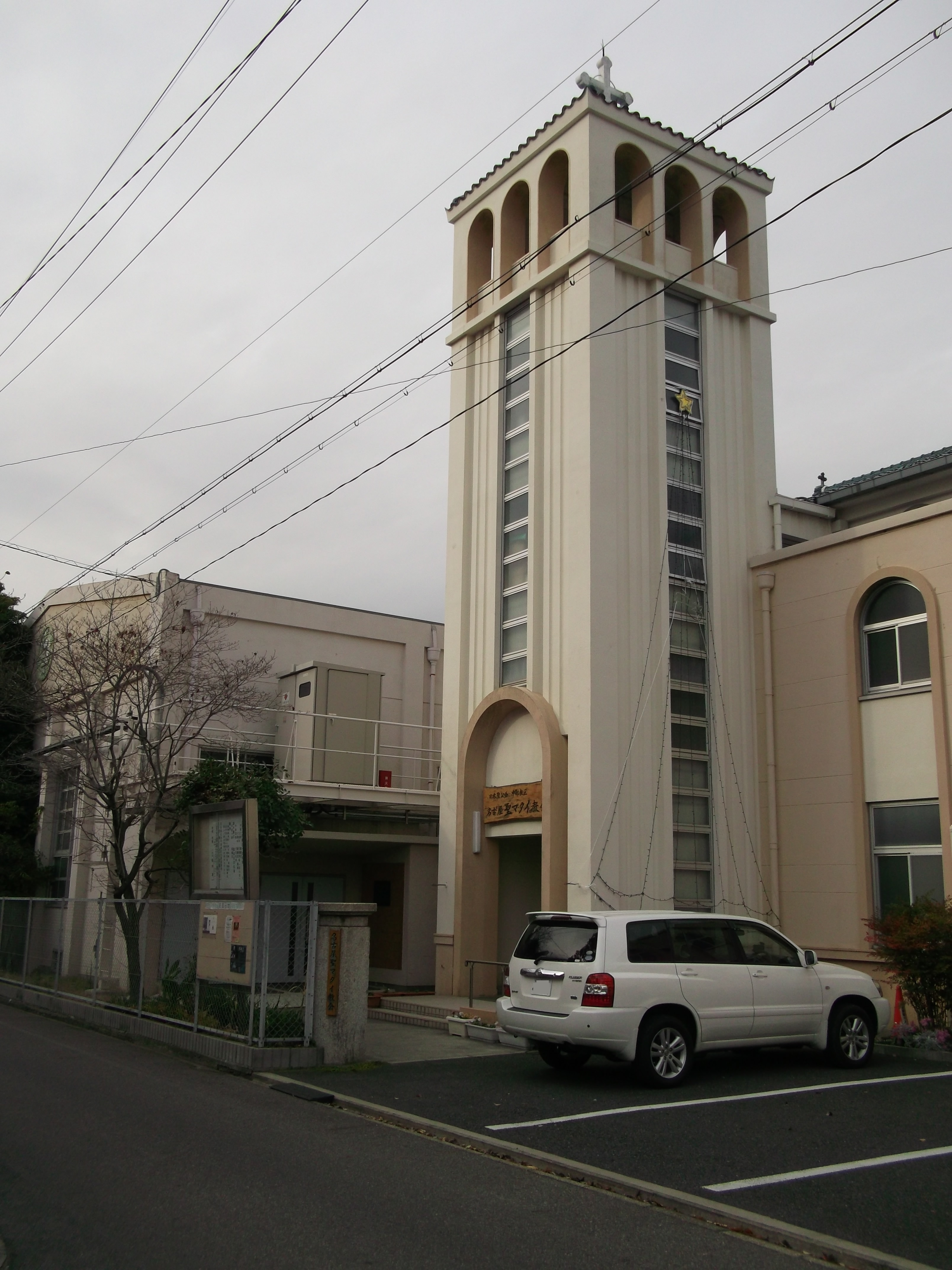
名古屋聖マタイ教会（2013年12月）

名古屋聖マタイ教会（なごやせいまたいきょうかい、英語: Nagoya St. Matthew's Church Cathedral）は、愛知県名古屋市昭和区にあるキリスト教教会で、日本聖公会中部教区（愛知県・岐阜県・長野県・新潟県）の主教座聖堂である。

## 中部教区
中部教区（愛知県、岐阜県、長野県、新潟県の日本聖公会の教会からなる）での聖公会活動の始まりは、1873にカナダ出身で英国聖公会福音宣布協会（SPG）から来日したアレクサンダー・クロフト・ショー司祭が、軽井沢を避暑地として、1886年にはそこでの宣教活動も開始し、その後名古屋、岐阜、長野をも訪問して、カナダ人聖職者を送り、中部教区の基礎を築いた。また、1875年に英国人のP.K.ファイソン司祭（P.K. Fyson、後の北海道教区初代主教）が新潟で、1888年にはカナダ人のJ.C.ロビンソン司祭が名古屋で、1890年に英国人のA.F.チャペル（A.F. Chapel）司祭が岐阜で、それぞれ伝道を開始した。
その後1912年にはカナダ聖公会がモントリオールで、H.J.ハミルトン司祭が日本聖公会中部地方部の初代主教に按手されて、翌年に中部地方部第１回地方会（教区会）が開催されて、日本聖公会に愛知・岐阜・長野・新潟県を管轄する中部教区が誕生し、中部教区の教会はほぼカナダ聖公会との密接な関係で発展した。第二次世界大戦中の外国人の退去を経て、現在では２６の教会と大学（名古屋柳城女子大学）や幼稚園、病院などの多数の関連施設などの活動も行なっている。
中部教区の主教は（アシジのフランシス）西原廉太（2020年10月から）である。

## 聖マタイ教会
名古屋聖マタイ教会は日本聖公会中部教区の主教座聖堂で、その聖堂は1950年に設立。現在の建物は、1960年にアッシジの聖フランシス大聖堂を模して建設されたもの。中部教区の教区センターが併設されており、隣接する名古屋柳城短期大学のチャペルとしても使用されている。
教会の住所は、愛知県名古屋市昭和区明月町2-53-1で、現在の牧師は（アンブロージア）後藤香織司祭である。

## 参照項目
- 日本聖公会中部教区の教会（歴史的な建物）
- 軽井沢ショー記念礼拝堂
- 岐阜聖パウロ教会